# یواس‌اس تایلر (۱۸۵۷)
یواس‌اس تایلر (۱۸۵۷) (به انگلیسی: USS Tyler (1857)) یک کشتی بود که طول آن ۱۸۰ فوت (۵۵ متر) بود. این کشتی در سال ۱۸۵۷ ساخته شد.